# Янаев, Геннадий Иванович
Генна́дий Ива́нович Яна́ев (26 августа 1937, с. Перевоз, Перевозский район, Горьковская область, РСФСР, СССР — 24 сентября 2010, Москва, Россия) — советский политический, государственный и партийный деятель, первый и единственный вице-президент СССР (27 декабря 1990 — 4 сентября 1991), член Политбюро, Секретарь ЦК КПСС (1990—1991). Во время событий 19—21 августа 1991 года являлся и. о. президента СССР и формальным руководителем Государственного комитета по чрезвычайному положению в СССР. Подполковник запаса. Кандидат исторических наук.

## Биография

### Ранняя жизнь
Родился 26 августа 1937 года в г. Перевоз Горьковской области. В 1959 году окончил Горьковский сельскохозяйственный институт по специальности «инженер-механик сельского хозяйства». После окончания института был направлен в Алтайский край, но вскоре вернулся в родную область.
С 1959 года работал начальником механизированного сельскохозяйственного отряда РТС, затем главным инженером Работкинской РТС, управляющим Княгининским отделением «Сельхозтехники» Горьковской области.

### Партийная карьера
С 1963 по 1966 год — второй секретарь, с 1966 по 1968 год — первый секретарь Горьковского областного комитета ВЛКСМ.
В 1967 году окончил Всесоюзный заочный юридический институт.
С 1968 по 1980 год — председатель Комитета молодёжных организаций СССР.
С 1980 по 1986 год — заместитель председателя президиума Союза Советских обществ дружбы и культурной связи с зарубежными странами. Являлся членом редакционной коллегии журнала «Вокруг света».
В 1986—1989 годах — секретарь, с сентября 1989 — заместитель председателя, в апреле—июле 1990 года — председатель ВЦСПС. Народный депутат СССР от ВЦСПС (1989—1990). Депутат Верховного Совета РСФСР (1971—1980). Возглавлял комиссию Верховного Совета СССР, занимавшуюся вопросом реабилитации крымскотатарского народа, при этом был сторонником не только возвращения крымских татар в Крым, но и восстановления Крымской АССР.
Как утверждает консультант Международного отдела ЦК КПСС Е. П. Бажанов: «Знавшие его по прежней работе советовали: все дела с Геной (так величали шефа за спиной) решай по утрам, после обеда он уже „хорош“, бесполезно заходить».
В июле 1990 года избран членом ЦК КПСС. С июля 1990 по январь 1991 года являлся членом Политбюро и Секретарём Центрального Комитета КПСС. С декабря 1990 года по сентябрь 1991 года — вице-президент СССР (Первоначально на должность вице-президента СССР Горбачёвым планировался Эдуард Шеварднадзе.)
Кандидатура Геннадия Янаева не впечатлила депутатов Съезда. Соискатель второго в стране поста о своей политической позиции внятно не заявляет. При голосовании Янаев не проходит. Тогда Горбачёв вопреки всякому регламенту заставляет голосовать ещё раз и продавливает свою креатуру.
С марта 1991 года и до распада СССР — член Совета безопасности СССР.

### ГКЧП
Как отмечает историк В. Зубок, «Янаев узнал о своей ключевой роли за три часа до начала переворота».
Во время событий 19—21 августа 1991 года исполнял обязанности Президента СССР, сославшись на болезнь Горбачёва, и был одним из основных участников Государственного комитета по чрезвычайному положению. Михаил Леонтьев говорил о позиции Янаева, приводя его слова Крючкову во время тех событий: «Пойми мой характер, если хоть один погибнет — я жить не смогу».
Генеральный прокурор РСФСР Валентин Степанков и его заместитель Евгений Лисов в своей книге «Кремлёвский заговор. Версия следствия» (1992) утверждали, что Янаев принял участие в деятельности ГКЧП, опасаясь потерять должность вице-президента, якобы подлежавшую упразднению после подписания нового Союзного договора. В действительности, проект Договора о Союзе суверенных государств предусматривал должность вице-президента.
21 августа Президиум Верховного Совета СССР, под председательством глав палат союзного парламента, принял постановление, в котором объявил незаконным фактическое отстранение президента СССР от исполнения его обязанностей и передачу их вице-президенту страны, и в связи с этим потребовал от вице-президента Янаева отмены указов и основанных на них постановлений о чрезвычайном положении. В этот же день Янаев подписал указ, в котором ГКЧП объявлялся распущенным, а все его решения недействительными.
По Конституции СССР вице-президент СССР не обладал неприкосновенностью. Данный факт позволил Генеральной прокуратуре РСФСР арестовать Янаева за участие в деятельности ГКЧП и привлечь к уголовной ответственности, не дожидаясь его отрешения от должности Съездом народных депутатов СССР. 22 августа 1991 года Янаев был арестован в своём кабинете и доставлен в следственный изолятор Кашина (Калининская область). 26 августа был переведён в «Матросскую тишину», где провёл почти полтора года. Формально он продолжал занимать пост вице-президента СССР до 4 сентября 1991 года, когда был освобождён от должности вице-президента внеочередным V Съездом народных депутатов СССР, хотя Конституция СССР не содержала норму об отрешении от должности вице-президента. Был обвинён по ст. 64 п. «а» УК РСФСР («Измена Родине», в части «заговора с целью захвата власти») и по ст. 175 («Должностной подлог»). Находясь в «Матросской тишине», Янаев вёл дневник.

Адвокат Янаева в деле ГКЧП Абдулла Хамзаев позже заявил:
Я с первого дня защищал Геннадия Янаева, когда другие адвокаты шарахались от этого дела как от огня. Мне не за что любить советскую власть, но странно обвинять в измене СССР человека, который этот СССР пытался сохранить.А.М. Хамзаев
10 июля 1992 года радиостанция «Маяк» сообщила, что руководство ВГТРК запретило показ передачи «Момент истины» Андрея Караулова с Геннадием Янаевым по той причине, что «исповедь бывшего вице-президента не заинтересует телезрителей». В часовом интервью, снятом в мае 1992 года, Янаев рассказал о событиях 19 августа 1991 года. Например, что документы ГКЧП разрабатывались по поручению Михаила Горбачёва: в апреле 1991 года президент СССР дал команду КГБ, МВД и армии подготовить документы на случай введения чрезвычайного положения, которые затем легли в основу программы действий ГКЧП, и что его сердце «не может успокоиться, что погибли трое ребят». Андрей Караулов сказал корреспонденту газеты «Коммерсант», что Олег Попцов пошёл на запрет, поскольку «не хочет портить отношения с правыми», и припомнил трудности с эфиром для своих передач, где фигурировали журналист Александр Невзоров и бывший председатель Совета Министров СССР Николай Рыжков. По мнению председателя ВГТРК Олега Попцова, несколько бесед Караулов «провёл очень недурно», но передача с Янаевым «слабая, ответы узника банальны, а сам автор повторяется в вопросах». Поэтому необходимо «больше заниматься режиссурой, искать новые ходы и пахать». Вместе с тем Попцов косвенно подтвердил корреспонденту журнала «Коммерсантъ-Власть» Сергею Самошину, что вопрос об эфире передачи зависит не только от её художественных достоинств: «После всплеска активности коммунистов на Конституционном суде и неожиданного заявления на Верховном Совете РФ об освобождении всех участников ГКЧП демократам не стоит выкладывать карты в руки правым такими передачами».
26 января 1993 года освобождён из-под стражи вместе с другими бывшими членами ГКЧП Павловым, Крючковым, Тизяковым, Баклановым и Язовым. В феврале 1994 года уголовное дело было прекращено по амнистии Госдумы.
1 мая 1993 года бывший вице-президент вместе с коллегой по ГКЧП Владимиром Крючковым участвовал в демонстрации, которая закончилась столкновением с милицией.
Его тогдашняя жена Роза Янаева в интервью газете «Новый взгляд» в 1996 году утверждала, что её супруг не злоупотреблял привилегиями партийного руководителя:

Горбачёв с Геной просчитался… Гена другой, он не заботился о личном благе. Не то что, к примеру, наш сосед Шеварднадзе, который успел перед отъездом в Тбилиси приватизировать московскую квартиру.

В 2001 году Янаев объяснил почему согласился на амнистию:

Надо по-человечески понимать ситуацию. Полтора года немолодые люди просидели в тюрьме. При этом мы знали, что у высшего российского руководства есть твёрдое намерение довести процесс до конца, подвести нас под «вышку». Да и Ельцин пошёл на амнистию, чтобы скрыть свои преступные действия в Белом доме в 1993 году. Ведь амнистия была объявлена не только нам.

### Последние годы

Памятник на Троекуровском кладбище Москвы

Геннадий Янаев работал консультантом комитета ветеранов и инвалидов государственной службы. Также был руководителем Фонда помощи детям-инвалидам с детства (Фонд входит в негосударственную организацию «Духовно-просветительский комплекс традиционных религий в Москве»).
В последние годы занимал должность заведующего кафедрой отечественной истории и международных отношений Российской международной академии туризма.
В ночь на 20 сентября 2010 года Янаев почувствовал себя плохо, он страдал заболеванием лёгких и был госпитализирован в тяжёлом состоянии в Центральную клиническую больницу. Врачи поставили ему диагноз «рак лёгкого» и оценили состояние пациента как очень тяжёлое. Консилиум специалистов принял решение провести курс химиотерапии, чтобы продлить жизнь. Однако медики признавали, что болезнь была в запущенном состоянии, и не гарантировали благополучный исход лечения. Врачам не удалось спасти его жизнь, и 24 сентября 2010 года стало известно, что Янаев скончался на 74-м году жизни.
Центральный Комитет КПРФ выразил соболезнования родным и близким Янаева. В больнице, накануне своей смерти, он успел увидеть изданной свою книгу «Последний бой за СССР». 27 сентября Янаева похоронили на Троекуровском кладбище. Проститься с политиком пришли соратники и друзья, включая первого заместителя гендиректора ИТАР-ТАСС М. Гусмана, вице-мэра Москвы Л. Швецову, первого заместителя председателя КПРФ И. Мельникова.

## В кино
- Михаил Самохвалов в документальном фильме «Завтра всё будет по-другому», Россия, 2009
- Александр Шаврин в художественном фильме «Ельцин. Три дня в августе», Россия, 2011

## Награды
Награждён двумя орденами Трудового Красного Знамени, двумя орденами «Знак Почёта» и медалями.